# Nueva Francia (ort i Argentina)
Nueva Francia är en ort i Argentina.   Den ligger i provinsen Santiago del Estero, i den norra delen av landet, 900 km nordväst om huvudstaden Buenos Aires. Nueva Francia ligger 149 meter över havet och antalet invånare är 1 091.
Terrängen runt Nueva Francia är mycket platt. Runt Nueva Francia är det mycket glesbefolkat, med 7 invånare per kvadratkilometer.. Närmaste större samhälle är Ciudad de Loreto, 13,8 km söder om Nueva Francia.
Trakten runt Nueva Francia består i huvudsak av gräsmarker.